# Formosia speciosa
Formosia speciosa är en tvåvingeart som först beskrevs av Wilhelm Ferdinand Erichson 1842.  Formosia speciosa ingår i släktet Formosia och familjen parasitflugor. Inga underarter finns listade i Catalogue of Life.